# Basilia manu
Basilia manu är en tvåvingeart som beskrevs av Pablo C. Guerrero 1996. Basilia manu ingår i släktet Basilia och familjen lusflugor. Inga underarter finns listade i Catalogue of Life.